# Nicolaas Cortlever
Nicolaas Cortlever est un joueur d'échecs néerlandais né le 14 juin 1915 à Amsterdam et mort le 5 avril 1995.

## Biographie et carrière
Maître international à la création du titre en 1950, Cortlever a représenté les Pays-Bas lors de quatre olympiades d'échecs officielles de 1939 à 1954, remportant une médaille d'argent individuelle en 1950. Il fut trois fois deuxième du championnat des Pays-Bas d'échecs (en 1938 et 1958 derrière Max Euwe, et en 1954 derrière Johannes Donner).
Il remporta le tournoi de Beverwijk en 1939, finit deuxième en 1941, 1942 et 1947 et troisième en 1940 et 1944.